# Kurixalus banaensis
Espèce
Synonymes
- Philautus banaensis Bourret, 1939

Statut de conservation UICN

 DD  : Données insuffisantes
Kurixalus banaensis  est une espèce d'amphibiens de la famille des Rhacophoridae.

## Répartition
Cette espèce est endémique du Viêt Nam. Elle se rencontre dans les provinces de Quảng Nam, de Gia Lai, de Quảng Bình et de Thừa Thiên-Huế.

## Étymologie
Son nom d'espèce, composé de bana et du suffixe latin -ensis, « qui vit dans, qui habite », lui a été donné en référence au lieu de sa découverte, le mont Bà Nà dans la province de Quảng Nam.

## Publication originale
- Bourret, 1939 : Notes herpétologiques sur l’Indochine française. XVII. Reptiles et Batraciens reçus au Laboratoire des Sciences Naturelles de l’Université au cours de l’année 1938. Descriptions de trois espèces nouvelles. Annexe Bulletin Général Instruction Publique, vol. 6, p. 13–34.